# Lily Venizelos
Lily Venizelos (Grieks: Λίλυ Βενιζέλου) (Athene, 10 april 1933) is de oprichter en voorzitter van MEDASSET (MEDiterranean Association to Save the SEa Turtles). Sinds 1983 zet zij zich in om de zeeschildpaddensoorten in het Middellandse Zeegebied te beschermen.

## Geschiedenis
In 1983 wierp Lily Venizelos zich op als beschermster van de Baai van Laganas op het Griekse eiland Zakynthos. Dit was (en is) de belangrijkste nestplaats van de onechte karetschildpad (Caretta caretta) in het Middellands Zeegebied. Ze stond alleen in haar strijd, maar voerde desondanks wereldwijd campagne om de nestplaats te behouden. In 1986 speelde ze ook een belangrijke adviserende rol bij de acties ter behoud van het İztuzu-strand bij het Turkse Dalyan als nestplaats van de onechte karetschildpad.
In 1987 ontving Lily Venizelos een “Global 500 award”, een prijs die dat jaar voor het eerst door de Verenigde Naties werd uitgereikt aan mensen en organisaties die een bijzondere prestatie hadden geleverd op het gebied van milieubescherming.
In 1988 richtte Lily Venizelos MEDASSET op , een organisatie die zich wijdt aan onderzoek naar en bescherming van de twee zeeschildpaddensoorten die in het Middellands Zeegebied voorkomen, de ernstig bedreigde groene zeeschildpad en de onechte karetschildpad, en hun habitats in het Middellands Zeegebied. Beide soorten komen voor op de Rode Lijst van Bedreigde Diersoorten van de IUCN.
Door haar contacten met politici, regeringen, internationale organisaties en instituten, heeft Lily Venizelos MEDASSET en het lot van zeeschildpadden in de Middellandse Zeeregio op de internationale kaart gezet. Ze is lid van de Marine Turtle Specialist Group (MTSG) en van de IUCN.

## Nationaal Park Zakynthos
Dankzij de inzet van Lily Venizelos kreeg de Baai van Laganas in 1999 de status van Nationaal Zee Park.